# Người Nhện: Vũ trụ mới
Người Nhện: Vũ trụ mới (tựa gốc tiếng Anh: Spider-Man: Into the Spider-Verse) là một bộ phim điện ảnh hoạt hình máy tính siêu anh hùng năm 2018 của Mỹ lấy nhân vật Miles Morales của Marvel Comics làm trung tâm. Tác phẩm do hai hãng Columbia Pictures và Sony Pictures Animation hợp tác sản xuất cùng Marvel, với Sony Pictures Releasing chịu trách nhiệm phân phối. Đây là phim điện ảnh hoạt hình đầu tiên thuộc thương hiệu Người Nhện, với Bob Persichetti, Peter Ramsey và Rodney Rothman đảm nhiệm vị trí đạo diễn, cùng phần kịch bản do Phil Lord và Rothman chắp bút. Phim có sự tham gia lồng tiếng của Shameik Moore trong vai nhân vật chính Miles Morales / Spider-Man, cùng với Jake Johnson, Hailee Steinfeld, Mahershala Ali, Brian Tyree Henry, Lily Tomlin, Luna Lauren Velez, John Mulaney, Kimiko Glenn, Nicolas Cage và Liev Schreiber trong vai các nhân vật phụ. Lấy bối cảnh trong một đa vũ trụ mang tên "Spider-Verse", Miles Morales bất đắc dĩ trở thành một Spider-Man mới; và cậu cùng với những Spider-Man từ các chiều không gian khác sẽ hợp tác với nhau để giải cứu Thành phố New York khỏi kẻ phản diện Kingpin.
Thông tin về kế hoạch thực hiện tác phẩm hoạt hình cho Spider-Man của Phil Lord và Christopher Miller bắt đầu xuất hiện từ năm 2014 và chính thức được công bố vào tháng 4 năm 2015. Persichetti, Ramsey và Rothman cùng tham gia vào dự án trong khoảng thời gian hai năm sau đó, còn Moore và Schreiber được tuyển vào dàn diễn viên lồng tiếng vào tháng 4 năm 2017. Lord và Miller muốn phát triển tác phẩm theo phong cách hoạt họa độc đáo, kết hợp giữa hoạt hình máy tính và kỹ thuật vẽ truyện tranh truyền thống lấy cảm hứng từ các tác phẩm của họa sĩ Sara Pichelli, một trong những người đã tạo ra nhân vật Miles Morales. Đội ngũ làm phim của dự án cần tới 140 nghệ sĩ hoạt hình; đây cũng là đội ngũ làm phim điện ảnh hùng hậu nhất trong lịch sử làm phim của Sony Pictures Animation. Người Nhện: Vũ trụ mới là lời tri ân tới hai cố họa sĩ Stan Lee và Steve Ditko—cha đẻ của Spider-Man; cả hai đều đã qua đời vào năm 2018.
Người Nhện: Vũ trụ mới công chiếu ra mắt tại rạp Regency Village Theater ở Los Angeles vào ngày 1 tháng 12 năm 2018 và chính thức công chiếu thương mại tại các rạp chiếu phim của Mỹ từ ngày 14 tháng 12 năm 2018 dưới định dạng Dolby Cinema, RealD 3D, IMAX 3D và 4DX. Tại Việt Nam, phim cũng được khởi chiếu từ ngày 14 tháng 12 năm 2018. Tác phẩm thu về hơn 375 triệu USD toàn cầu so với mức kinh phí sản xuất 90 triệu USD. Giới chuyên môn đưa ra nhiều lời tán dương cho tác phẩm, trong đó đặc biệt khen ngợi phong cách hoạt họa, cách xây dựng nhân vật, cốt truyện, diễn xuất lồng tiếng, tính hài hước và phần âm nhạc của phim. Người Nhện: Vũ trụ mới đã chiến thắng nhiều giải thưởng quan trọng, bao gồm hạng mục Phim hoạt hình hay nhất tại Giải Oscar lần thứ 91, Giải Annie lần thứ 46 và Giải Quả cầu vàng lần thứ 76. Đây cũng là tác phẩm hoạt hình duy nhất không phải của Disney/Pixar chiến thắng Giải Oscar cho Phim hoạt hình hay nhất kể từ Rango (2011), đồng thời cũng là phim hoạt hình không phải của Disney/Pixar đầu tiên kể từ Happy Feet (2006) chiến thắng hạng mục này khi trong danh sách đề cử năm đó có một phim điện ảnh của Disney/Pixar. Hai phần tiếp theo đó chính là Người Nhện: Du hành Vũ trụ Nhện và Người Nhện: Phía sau Vũ trụ Nhện, dự kiến sẽ công chiếu lần lượt vào 2 tháng 6, 2023 và 29 tháng 3, 2024. Phần phim ngoại truyện hiện đang phát triển.

## Nội dung
Miles Morales là một thiếu niên New York đang phải đấu tranh với những kỳ vọng đặt ra bởi bố cậu—cảnh sát Jefferson Davis, vốn là một người luôn coi Spider-Man là hiểm họa. Sau khi chuyển tới học tại trường nội trú, Miles tới thăm người chú Aaron Davis và được chú dẫn tới một ga tàu điện ngầm bỏ hoang để cậu có thể thoải mái thể hiện đam mê vẽ graffiti của mình. Tại đây, Miles bị một con nhện nhiễm phóng xạ cắn, và từ đó cậu bắt đầu sở hữu những khả năng giống như loài nhện. Quay trở lại nhà ga bỏ hoang, Miles phát hiện ra cỗ máy "siêu gia tốc hạt" chế tạo bởi Kingpin, kẻ đang mong muốn mở ra các vũ trụ song song để mang người vợ và người con đã khuất trở về. Hắn cho rằng nguyên nhân cái chết của họ/cả hai là do Spider-Man gây ra. Miles đã chứng kiến Spider-Man nỗ lực vô hiệu hóa chiếc máy gia tốc khi chiến đấu với Green Goblin và Prowler. Spider-Man giải cứu Miles, nhưng Green Goblin đã đẩy Spider-Man vào máy gia tốc, tạo nên vụ nổ giết chết Green Goblin và khiến Spider-Man bị thương nặng. Anh đưa cho Miles một ổ USB flash để vô hiệu hóa máy gia tốc, đồng thời cảnh báo rằng cỗ máy có thể sẽ phá hủy toàn bộ thành phố nếu như nó bị kích hoạt trở lại. Sau khi chứng kiến cảnh Spider-Man bị Kingpin sát hạt, Miles sợ hãi bỏ chạy và bị Prowler truy đuổi.
Trong khi cả thành phố đều đang tiếc thương cái chết của Spider-Man, Miles đã cố gắng luyện tập để giữ lời hứa của mình với người anh hùng đã khuất, đồng thời cũng để trở thành siêu anh hùng mới của thành phố. Trong lúc thử sức với những khả năng mới được phát hiện, cậu đã làm hỏng ổ USB. Tại ngôi mộ của Spider-Man, Miles gặp Peter B. Parker, phiên bản lớn tuổi và bê tha hơn của Spider-Man đến từ một chiều không gian khác. Sau khi gặp anh, Miles phát hiện ra khả năng sinh điện sinh học từ cơ thể của mình. Peter miễn cưỡng đồng ý huấn luyện Miles, đổi lại, Miles sẽ giúp đỡ Peter ăn cắp dữ liệu để phục hồi ổ USB. Sau khi cả hai xâm nhập vào phòng nghiên cứu của Kingpin, Miles chợt phát hiện ra cậu có khả năng tàng hình. Họ đối đầu với Tiến sĩ Olivia Octavius, mụ ta xác nhận rằng Peter sẽ chết nếu anh ở lại chiều không gian này quá lâu do sự phân rã của các tế bào theo thời gian.
Bị Octavius truy đuổi khắp khu thí nghiệm và khu rừng bao quanh, Miles và Peter sau đó được Gwen Stacy, một Spider-Woman đến từ chiều không gian khác, tới giải cứu. Họ tìm ra dì May Parker của Spider-Man đã khuất; bà tiết lộ rằng trong nhà bà đang có thêm nhiều Spider-Man đến từ các chiều không gian khác—bao gồm Spider-Man Noir, Peni Parker và Spider-Ham—và họ đều đang trong tình trạng xấu vì đã ở trong chiều không gian này quá lâu. Miles đề nghị hợp tác vô hiệu hóa máy gia tốc để các Spider-Man có thể trở về nhà, nhưng mọi người đều cho rằng cậu chưa có đủ khả năng làm chủ các kỹ năng của mình. Quẫn trí, Miles bèn tới nhà chú Aaron và phát hiện ra chú mình chính là Prowler. Miles trở về nhà của dì May mà không hề biết mình đã bị Kingpin, Prowler, Octavius, Scorpion và Tombstone bám đuôi. Trong cuộc ẩu đả, Miles bị Prowler tóm được và trong lúc Prowler gần giết chết cậu, cậu đã tự cởi bỏ lớp mặt nạ Spider-Man ra. Vì không thể giết cháu ruột của mình, Aaron đã bị Kingpin bắn trọng thương. Miles đưa Aaron chạy trốn; trước khi chết, Aaron đã nói lời ủng hộ cháu mình bước tiếp con đường mà cậu đã lựa chọn. Jefferson tới hiện trường và nhìn thấy Miles bỏ trốn, điều này khiến ông nghĩ rằng chính Spider-Man đã giết em trai mình.
Cả đội siêu anh hùng tụ họp tại phòng trọ của Miles. Peter trói Miles lại để đảm bảo an toàn cho cậu, đồng thời cùng những anh hùng khác rời đi. Peter đã lựa chọn hi sinh bản thân bằng cách ở lại vũ trụ này để vô hiệu hóa máy gia tốc. Cùng lúc đó, Jefferson tới bên ngoài cửa phòng Miles, dù nghĩ rằng Miles không muốn nói chuyện với mình nhưng ông vẫn giãi bày lời xin lỗi tới con trai. Miles sau đó đã làm chủ được sức mạnh của mình và tới nhà dì May để lấy chiếc máy bắn tơ, đồng thời sơn lại một trong những bộ đồ của Spider-Man đã khuất. Cậu tham gia cùng nhóm siêu anh hùng, đánh bại lực lượng của Kingpin và dùng chiếc USB đã được Peni sửa để mở ra cánh cổng kết nối đa vũ trụ, đưa các Spider-Man khác về nhà. Kingpin sau đó chiến đấu với Miles; Jefferson đã đứng ngoài chứng kiến trận chiến. Nhận ra Spider-Man không phải là kẻ thù thực sự, ông đã động viên cậu từ phía xa. Miles làm tê liệt Kingpin và ném hắn vào bảng điều khiển của cỗ máy gia tốc, khiến cỗ máy bị phá hủy hoàn toàn.
Kingpin cùng lực lượng của hắn bị bắt giữ. Jefferson cũng thừa nhận Spider-Man chính là vị cứu tinh sau khi thu thập các chứng cứ cho thấy chính Kingpin đã giết Aaron. Miles vui vẻ với trách nhiệm của mình trong vai trò mới; cùng lúc đó, những Spider-Man khác cũng trở về với cuộc sống thường nhật ở chiều không gian của riêng họ. Gwen sau đó tìm được cách để liên lạc xuyên các chiều không gian tới Miles. 
Ở một chiều không gian khác, Miguel O'Hara đi tới Thành phố New York năm 1967 và cãi nhau với Spider-Man ở vũ trụ ấy.

## Lồng tiếng
- Shameik Moore vai Miles Morales / Spider-Man:
Một thiếu niên thông minh và nổi loạn người Mỹ gốc Phi và Puerto Rico, bỗng nhiên có được khả năng giống loài nhện sau khi bị một con nhện nhiễm phóng xạ cắn vào tay; từ đó cậu giữ vai trò tiếp nối sứ mệnh của người anh hùng Spider-Man đã khuất.[8] Hai nhà sản xuất Lord và Miller coi Miles là nhân vật độc đáo nhất trong số các Spider-Man, "đó là vì cậu ấy lớn lên tại Brooklyn, đó là vì văn hóa của cậu ấy. Cậu ấy nửa Puerto Rico, nửa Mỹ gốc Phi, cậu ấy là sản phẩm của một gia đình hạnh phúc và vẫn còn sống nhăn".[9] Đạo diễn Persichetti cho biết, Moore sở hữu "chất giọng độc đáo, đặc trưng và đầy quyến rũ, đem đến sự ngây thơ nhưng cũng rất chân thật."[10] Riêng đối với Moore, việc vào vai Miles trở nên đơn giản hơn vì nhân vật này "giống hệt tôi ở trong gương", đồng thời anh cũng cho rằng mình "có rất nhiều điểm chung với cậu ấy mà đôi khi tôi chỉ đơn giản là biến hóa giọng nói của mình theo cách mà họ muốn tôi thể hiện mà thôi."[10][11]
- Jake Johnson vai Peter B. Parker / Spider-Man:
Bản sao 38 tuổi luôn chán nản và mệt mỏi của Spider-Man tới từ chiều không gian khác,[12] đồng thời cũng là người hướng dẫn bất đắc dĩ của Miles.[13] Theo Miller, Parker chính là "sự kết hợp của tất cả các [hình mẫu về] nhân vật Spider-Man trong văn hóa đại chúng". Cả Lord và Miller đều hình dung nhân vật này sẽ giống với một phiên bản thiếu hiểu biết của Mr. Miyagi trong The Karate Kid.[14] Đối với chính Johnson, nhân vật của anh lại là "một Peter Parker đậm tính người", và "khi mọi người gặp Peter, cậu ấy sẽ không bay lượn từ tòa nhà này tới tòa nhà khác, cứu người gặp nạn và lộn ngược đầu hôn MJ đâu. Trái tim cậu ấy đang vỡ vụn vì những quyết định cậu ấy đã lựa chọn."[15]
- Hailee Steinfeld vai Gwen Stacy / Spider-Woman:
Một Gwen Stacy tới từ chiều không gian khác, sở hữu khả năng giống như loài nhện. Cô sử dụng cái tên "Wanda" (đọc chệch từ "Gwanda") khi hòa nhập tại trường trung học của Miles.[16] Steinfeld nhận xét Gwen Stacy là "một người thủ lĩnh có tâm hồn tự do, can đảm, dí dỏm và đầy bản năng", đồng thời cũng "biết điều mình cần phải làm và cách thực hiện nó, cô ấy thực sự [là một người] truyền cảm hứng."[17]
- Mahershala Ali vai Aaron Davis / Prowler:
Chú của Miles và cũng là người hành pháp của Kingpin.[18] Ali cho rằng nhân vật mà anh lồng tiếng là "một trong những nhân vật phức tạp và hấp dẫn nhất mà tôi gặp, ở cả truyện tranh lẫn trong phim hoạt hình" và miêu tả mối quan hệ giữa Davis và Miles là "cấu thành cảm xúc quan trọng của bộ phim."[19]
- Brian Tyree Henry vai Jefferson Davis:
Bố của Miles, một cảnh sát luôn coi Spider-Man là một mối nguy hại.[18] Ở tuổi 35, Henry cho rằng anh còn quá trẻ để vào vai bố của một thiếu niên, nhưng lại đồng ý tham gia vai diễn sau khi biết Miles Morales là Spider-Man người Latinh da màu duy nhất.[5] Với anh, một trong những phân cảnh ấn tượng nhất là khi Davis tới nói chuyện với con trai mình ở bên kia cánh cửa phòng trọ, mà anh cho biết khi lồng tiếng cho phân đoạn này, "nỗi đau mà tôi chia sẻ là có thật."[20]
- Lily Tomlin vai May Parker:
Dì của Peter Parker đã mất, bà cung cấp nơi ẩn náu cho các Spider-Man từ chiều không gian khác bị lạc tới vũ trụ của Miles.[16] Về nhân vật của mình, Tomlin cho biết: "Bà ấy là người có trái tim nhân hậu, nhưng cũng rất cứng rắn,"[21] và "thật đáng yêu, thân thuộc và cũng thật mâu thuẫn khi mọi người đều cố gắng tự giải quyết các vấn đề của bản thân mình. Họ không làm điều đó theo một cách đơn giản. Và khi họ tới gặp dì May, bà ấy sẽ luôn sẵn sàng cưu mang và hỗ trợ họ."[22]
- Luna Lauren Velez vai Rio Morales:
Mẹ của Miles, một điều dưỡng viên.[16] Velez nhận xét về nhân vật của mình là "đanh đá. [...] Cô ấy rất là độc lập. Cô ấy là người phụ nữ của sự nghiệp. Cô ấy là người phụ nữ của gia đình. Tất cả những điều ấy đều vô cùng quan trọng, và cô ấy cùng thật mạnh mẽ."[23]
- Zoë Kravitz vai Mary Jane Watson:
Người vợ góa của Peter Parker đã khuất trong vũ trụ của Miles, đồng thời cũng là vợ cũ của Peter B. Parker trong vũ trụ của anh.
- John Mulaney vai Peter Porker / Spider-Ham:
Phiên bản động vật ngộ nghĩnh của Spider-Man xuất thân từ một vũ trụ nhân hóa, cậu trước đây vốn là một con lợn bị cắn bởi một con nhện nhiễm phóng xạ.[24][25] Mulaney cho biết khi anh được giao vai trò lồng tiếng cho Spider-Ham, anh không hề biết tên bộ phim là gì cũng như kịch bản phim sẽ như thế nào; dù vậy anh vẫn được khuyến khích "cứ vui đùa [với việc lồng tiếng] đi, và cứ tự thêm những lời thoại của riêng mình vào."[26]
- Kimiko Glenn vai Peni Parker / SP//dr:
Cô gái trẻ người Mỹ gốc Nhật đến từ vũ trụ anime, cô cùng một con nhện phóng xạ có mối liên kết thần giao cách cảm tham gia điều khiển một cỗ máy cơ sinh học do người bố đã khuất chế tạo ra.[25] Các nhà làm phim ban đầu cân nhắc sử dụng Silk làm Spider-Man người Mỹ gốc Á, nhưng sau đó đã lựa chọn Peni vì khả năng đặc biệt của cô so với các Spider-Man khác.[27] Thiết kế của Peni trải qua nhiều thay đổi vì phiên bản ban đầu của cô bị cho là "không chắc chắn." Nhà thiết kế sản xuất Justin Thompson đã cân nhắc mong muốn của Lord và Miller trong việc sử dụng thiết kế anime và cuối cùng đã thể hiện hình ảnh của Peni theo phong cách giống với bộ manga Thủy thủ Mặt Trăng.[28]
- Nicolas Cage vai Peter Parker / Spider-Man Noir:
Phiên bản Peter Parker đen tối và đơn sắc đến từ vũ trụ thập niên 1930.[29] Cage, người đã từng làm việc với Marvel trong tác phẩm Ma tốc độ, đã lấy cố diễn viên Humphrey Bogart làm hình mẫu để thể hiện nhân vật này, đồng thời sử dụng giọng của các diễn viên cùng thời như James Cagney và Edward G. Robinson để tham khảo.[30]
- Kathryn Hahn vai Olivia Octavius / Tiến sĩ Octopus:
Nhà khoa học và CEO của Alchemax, đồng thời cũng là cố vấn khoa học của Kingpin. Phiên bản gốc trong truyện tranh của Doc Ock vốn là đàn ông. Các nhà làm phim ban đầu cũng có dự định đưa phiên bản nam này vào bộ phim, tuy nhiên như Rothman đã giải thích, "Và rồi chúng tôi quyết định biến Doc Ock thành phụ nữ. Chúng tôi đem những yếu tố từ cốt truyện cổ điển của Spider-Man vào đây rồi đảo ngược nó lại."[31]
- Liev Schreiber vai Wilson Fisk / Kingpin:
Chúa tể tội phạm và nhà tài trợ của Alchemax trong chiều không gian của Miles.[8][16] Schreiber cho biết anh tham gia dự án này là vì con trai mình: "Tôi đã có vài đứa con rồi, vậy nên tôi luôn nói 'đồng ý' tới mọi công việc phù hợp với lứa tuổi dưới 12. Trong vòng 10 hay 15 năm qua, tôi chưa bao giờ thực sự tham gia vào những tác phẩm mà con mình có thể xem được."[32]

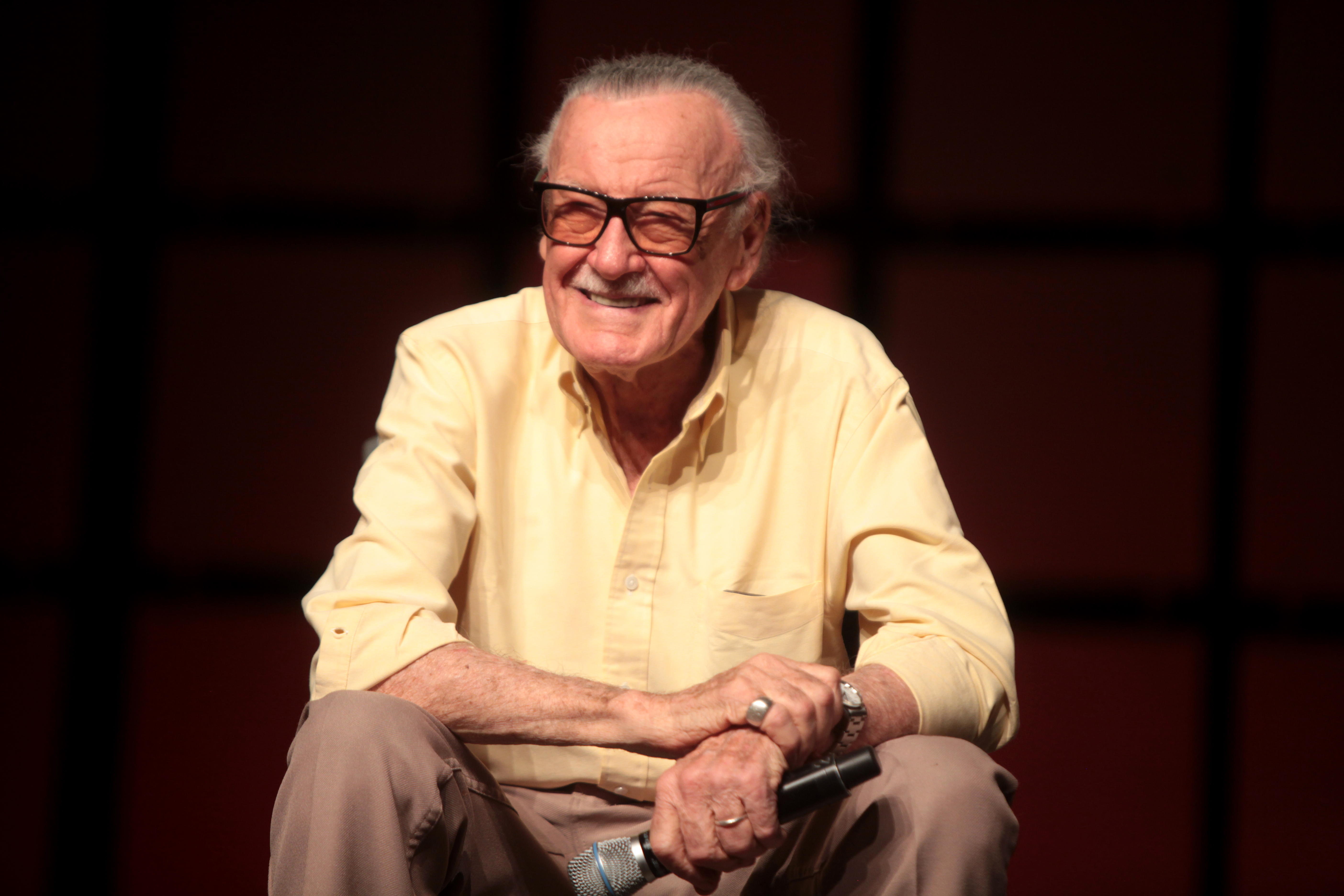
Người Nhện: Vũ trụ mới là lời tri ân tới cố họa sĩ Stan Lee - đã qua đời vào năm 2018. Ông cũng xuất hiện trong phim với một vai diễn khách mời.

Ngoài ra, nam diễn viên Chris Pine cũng tham gia dự án với vai trò lồng tiếng cho phiên bản Peter Parker / Spider-Man tóc vàng ở chiều không gian của Miles, xuất hiện ở đoạn đầu bộ phim. Một số diễn viên lồng tiếng khác trong phim bao gồm: Lake Bell vào vai Vanessa Fisk, Jorma Taccone vào vai Norman Osborn / Green Goblin, Marvin "Krondon" Jones III vào vai Tombstone, Joaquín Cosío vào vai Scorpion, và Post Malone trong vai một người đi đường ở Brooklyn. Giọng nói của Cliff Robertson lưu trữ từ tác phẩm Người Nhện 2 được sử dụng trong phân cảnh hổi tưởng về nhân vật Ben Parker. Nhà đồng sáng tạo ra Spider-Man, Stan Lee, cũng xuất hiện trong phim dưới vai một người bán hàng tên Stan. Ông là người đã bán bộ quần áo Spider-Man cho Morales. Lord và Miller cho biết tầm quan trọng của việc cho Lee một khoảnh khắc lớn trong bộ phim thay vì chỉ là một vai diễn khách mời thoáng qua, khi mà ông "đã trở thành linh hồn của bộ phim này," và vai diễn cũng trở nên "vô cùng có ý nghĩa" sau sự ra đi của Lee vào tháng 11 năm 2018. Nhân vật của Lee cũng có những lần xuất hiện nhỏ khác xuyên suốt bộ phim, ví dụ như khi ông bước qua phần nền cảnh trong phân đoạn Miles và Peter B. Parker nằm trên đường phố New York.
Các vai diễn khách mời trong phần post-credits của Người Nhện: Vũ trụ mới bao gồm Oscar Isaac lồng tiếng cho Miguel O'Hara / Spider-Man 2099, một phiên bản khác của Spider-Man xuất hiện trong ấn phẩm Marvel 2099, Greta Lee lồng tiếng cho trợ lý ảo Lyla của O'Hara (cả hai đầu lần lượt được ghi chú ở phần credit là "Người thú vị #1" và "Người thú vị #2"); và Jorma Taccone lồng tiếng cho Peter Parker / Spider-Man từ loạt phim truyền hình năm 1967 (thay thế cho Paul Soles; nhân vật này được ghi chú là "Gã ở cuối phim"). Donald Glover cũng xuất hiện trong nền phim trên một màn hình vô tuyến đang chiếu cảnh anh vào vai nhân vật Troy Barnes đang mặc một bộ đồ ngủ hình Spider-Man, phân cảnh này lấy từ một tập phim truyền hình Community mà anh có tham gia diễn xuất. Ganke Lee, người bạn thân cùng phòng Miles Morales cũng xuất hiện trong bộ phim. Nhân vật này vốn được giao cho một vai trò lớn hơn, tuy nhiên kịch bản đã bị thay đổi do trong Người Nhện: Trở về nhà đã có một vai diễn tương tự tên Ned. Họa sĩ hoạt hình Pixar Peter Sohn được giao vai trò lồng tiếng cho Ganke trước khi nhân vật này bị cắt khỏi bản phim cuối cùng; các nhà làm phim cũng cho biết Ganke sẽ có nhiều lời thoại hơn trong các phần phim sau.

## Sản xuất

### Phát triển
Sau vụ tin tặc tấn công hệ thống máy tính của hãng Sony Pictures vào tháng 11 năm 2014, các thư điện tử giữa đồng chủ tịch hội đồng quản trị hãng Sony Pictures Entertainment Amy Pascal và chủ tịch tập đoàn Doug Belgrad bị tuồn ra ngoài, với nội dung cho biết hãng Sony đang có kế hoạch xây dựng lại thương hiệu Người Nhện, bắt đầu từ việc hợp tác với Phil Lord và Christopher Miller để sản xuất một bộ phim điện ảnh hoạt hình. Các giám đốc điều hành của Sony được cho là đã tham dự một buổi thảo luận về kế hoạch phát triển các tác phẩm ngoại truyện thuộc thương hiệu Người Nhện vào tháng 1 năm 2015. Tại sự kiện CinemaCon 2015 diễn ra vào tháng 4, chủ tịch Sony Pictures Tom Rothman đã lên tiếng xác nhận bộ phim hoạt hình về Spider-Man sẽ được công chiếu vào ngày 20 tháng 7 năm 2018, trong đó Lord và Miller sẽ đảm nhiệm vai trò sản xuất; Avi Arad, Matt Tolmach, Pascal, cùng với Lord và Miller cũng sẽ thực hiện viết phần truyện phim chi tiết cho tác phẩm. Rothman cho biết tác phẩm hoạt hình này sẽ "tồn tại đồng thời" với các phim điện ảnh Spider-Man người đóng khác. Tuy nhiên, Sony sau đó đã nhanh chóng đưa thông cáo báo chí xác nhận lại rằng bộ phim sẽ "tồn tại độc lập với các dự án thuộc vũ trụ Spider-Man người đóng" vì tác phẩm đặt bối cảnh trong một vũ trụ khác với các bộ phim kia, đồng thời trong tác phẩm sẽ không có sự xuất hiện của nhân vật Spider-Man thuộc Vũ trụ Điện ảnh Marvel.
Lord và Rothman phát triển kịch bản của phim từ phần cốt truyện gốc do chính Lord sáng tạo. Cũng chính vì vậy, Người Nhện: Vũ trụ mới trở thành dự án điện ảnh đầu tiên Lord không thực hiện phần kịch bản phim cùng với Miller. Vì đã có sáu phim điện ảnh về Spider-Man được thực hiện, cả đội thống nhất họ cần phải đưa ra lý do hợp lý về việc tại sao lại phải thực hiện dự án này; và câu trả lời của họ là: để kể câu chuyện về Miles Morales, một nhân vật chưa từng xuất hiện trên màn ảnh rộng. Brian Michael Bendis, nhà đồng sáng tạo nhân vật Miles Morales, đã được nhờ tư vấn cho dự án chuyển thể này. Tháng 12 năm 2015, Sony dời lịch công chiếu bộ phim sang ngày 21 tháng 12 năm 2018. Cho tới tháng 6 năm 2016, Lord đã viết xong phần kịch bản của bộ phim, xưởng phim cũng đã lựa chọn Bob Persichetti ngồi vào ghế đạo diễn. Miller cho biết Người Nhện: Vũ trụ mới sẽ mang tới những cảm giác mới lạ so với các bộ phim Spider-Man tiền nhiệm, đồng thời cũng sẽ "tự đứng độc lập với trải nghiệm xem phim độc nhất." Nội dung phim cũng được cho là xoay quanh phiên bản Miles Morales của Spider-Man, và Sony cũng đã xác nhận điều này trong một buổi thuyết trình về các dự án hoạt hình trong tương lai của hãng vào tháng 1 năm 2017. Peter Ramsey cũng tham gia dự án dưới vai trò đồng đạo diễn vào thời điểm này. Tháng kế đó, Alex Hirsch được giới thiệu dưới vai trò đóng góp cho phần cốt truyện còn Christina Steinberg thay thế Tolmach trong vai trò sản xuất.
Bản cắt phim thô đầy đủ đầu tiên và kịch bản phân cảnh của bộ phim có thời lượng dài hơn hai tiếng, điều này vốn ít phổ biến đối với một phim hoạt hình. Các đạo diễn của phim cho biết đây là ý kiến của Lord và Miller; cả hai muốn thêm thắt nhiều yếu tố khác nhau nhất có thể vào tác phẩm ở thuở sơ khai với chủ đích quan sát những chi tiết mà tác phẩm có thể "kiểm soát", rồi từ đó mới thực hiện cắt tỉa lại bộ phim. Họ cho biết thời lượng cuối cùng của bộ phim chỉ trong khoảng từ 90 đến 120 phút, vốn là thời lượng tiêu chuẩn của một bộ phim hoạt hình. Các đạo diễn cũng cho rằng cần phải tìm được điểm cân bằng giữa kỳ vọng về một bộ phim hoạt hình mà phần đông khán giả là trẻ em và những yêu cầu tiêu chuẩn về nội dung cốt truyện của tác phẩm. Cả Persichetti, Ramsey và Rothman đều cho rằng nội dung bộ phim có nhiều điểm trương đồng với các phim Spider-Man người đóng khác, đặc biệt là khi trong tác phẩm có chứa một lượng lớn các nhân vật khác nhau. Tháng 4 năm 2017, ngày phát hành bộ phim được đẩy lên trước đó một tuần, tức vào ngày 14 tháng 12 năm 2018. Lord và Miller công bố tên đầy đủ của bộ phim vào tháng 12, đồng thời cho biết sẽ có rất nhiều Spider-Man xuất hiện trong bộ phim. Cũng trong khoảng thời gian này, Rodney Rothman, người từng hợp tác viết kịch bản cho bộ phim Cớm đại học (2014) với Lord và Miller, được ghi danh vào tác phẩm dưới vai trò đồng đạo diễn.
Lord và Miller giải thích rằng các nhân vật Spider-Man khác được lựa chọn đều phụ thuộc vào những bộ truyện tranh mà cả hai đã đọc qua, cũng như nghiên cứu mà họ thực hiện về Marvel Comics, với chủ đích đưa vào tác phẩm những nhân vật truyện tranh "khác biệt nhau và mang nhiều màu sắc nhất có thể." Ban đầu nội dung tác phẩm có đưa vào tình tiết tình cảm giữa Miles Morales và Spider-Gwen. Dù sau đó ý tưởng này bị loại bỏ, Spider-Gwen vẫn có vai trò đáng kể trong bộ phim, điều này chủ yếu là nhờ những nỗ lực của nhà sản xuất Christina Steinberg. Đến tháng 8 năm 2018, các đạo diễn bắt đầu suy nghĩ tới nội dung của đoạn post-credits. Cũng có thời điểm các nhà biên kịch mong muốn được đưa ba nhân vật Spider-Man từ các bộ phim người đóng vào đoạn post-credits, tuy nhiên ý tưởng này đã bị Sony bác bỏ vì quá rủi ro và dễ gây khó hiểu.  Holland góp mặt trong vai trò diễn viên khách mời. Hồi tưởng lại về vai diễn, anh cho biết mình sẽ hóa thân thành một người đi ngang qua ga tàu và gọi "Này, nhóc!" khi nhìn thấy Miles.

### Thử vai
Vào tháng 4 năm 2017, Shameik Moore chính thức đảm nhiệm việc lồng tiếng cho nhân vật Miles Morales. Trong khi đó, Liev Schreiber trở thành nhân vật phản diện chính của tác phẩm. Lúc bấy giờ, danh tính nhân vật mà Schreiber thủ vai vẫn chưa được tiết lộ. Các đạo diễn của phim đều ấn tượng với chất giọng "hấp dẫn" của Moore trong phim điện ảnh Dope và đã gửi anh một vài trang bản thảo để anh tự thu âm các lời thoại và gửi lại. Dù vậy, ba đạo diễn vẫn mất thêm sáu tháng để "bí mật" tổ chức một số buổi tuyển chọn diễn viên ở các thành phố lớn như New York, Chicago và Atlanta nhằm chắc chắn rằng Moore mới chính là người sở hữu chất giọng phù hợp với nhân vật. Theo lời đạo diễn Persichetti: "Không ai có thể đạt tới chất lượng độc đáo [như giọng nói] của Shameik, và tôi đã rất hạnh phúc khi có thể gửi đến cậu ấy dòng tin nhắn, 'Tôi biết cậu đã đợi điều này lâu rồi, nhưng cậu đã được chọn.'"
Một tháng sau, Mahershala Ali và Brian Tyree Henry tham gia dàn diễn viên, lần lượt với hai vai Aaron Davis, chú của Morales, và Jefferson Davis, bố của Morales. Tháng 12 cùng năm, Lord và Miller cho biết một Peter Parker / Spider-Man sẽ xuất hiện trong bộ phim dưới vai trò người hướng dẫn của Morales. Tobey Maguire, người từng vào vai Spider-Man trong bộ ba phim của Sam Raimi, vốn được cân nhắc để đảm nhiệm vai trò lồng tiếng cho phiên bản Spider-Man này ngay từ đầu, tuy nhiên ý tưởng này lại bị loại bỏ để không làm rối khán giả với ý niệm của "Spider-Verse". Jake Johnson sau đó được tuyển vào vai diễn này vào tháng 4 năm 2018. Các nguồn tin cũng xác nhận ba nhân vật phản diện Green Goblin, Kingpin và Prowler đều sẽ xuất hiện trong bộ phim, với thiết kế dựa trên hình ảnh trong bộ truyện tranh Ultimate Marvel.
Tháng 6 năm 2018, Sony xác nhận bổ sung nhân sự vào dàn diễn viên lồng tiếng của dự án, trong đó có Schreiber lồng tiếng cho Kingpin, Hailee Steinfeld lồng tiếng cho Spider-Gwen, Luna Lauren Velez lồng tiếng cho Rio, mẹ của Morales, và Lily Tomlin lồng tiếng cho Dì May. Một tháng sau, cả Nicolas Cage, John Mulaney và Kimiko Glenn đều được xác nhận sẽ đảm nhiệm vai trò lồng tiếng cho Spider-Man Noir, Spider-Ham và Peni Parker. Việc Chris Pine vào vai Peter Parker trong vũ trụ của Miles và Oscar Isaac vào vai Spider-Man 2099 cũng được xác nhận vào tháng 11 năm 2018.

### Thiết kế và hoạt họa
Toàn bộ phần hoạt họa của Người Nhện: Vũ trụ mới do Sony Pictures Imageworks phụ trách; công ty này trước đây cũng đảm nhiệm vai trò tương tự với gần như toàn bộ các phim hoạt hình của Sony Pictures Animation, cũng như phần kỹ xảo hình ảnh cho tất cả các phim điện ảnh Người Nhện trước đó. Theo lời Lord và Miller, họ muốn bộ phim tạo ra cho người xem cảm giác như đang "bước vào trong một cuốn truyện tranh," và rất háo hức được kể lại câu chuyện theo cách mà họ tin rằng không bộ phim người đóng nào có thể làm được. Đồng tình với quan điểm trên, Persichetti cho rằng hoạt hình chính là phương pháp hiệu quả nhất để vinh danh những cuốn truyện tranh, qua đó cho phép đội ngũ sản xuất chuyển thể công nghệ vẽ truyện tranh đã 70 năm tuổi sang ngôn ngữ điện ảnh. Mất tới một năm để hai nghệ sĩ hoạt họa có thể tạo ra một đoạn phim dài 10 giây phản ánh đúng tầm nhìn của các nhà sản xuất; và công tác hoạt họa cũng bắt đầu từ đây. Trong giai đoạn đầu của quá trình phát triển, ba đạo diễn của phim đã làm việc với một nghệ sĩ hoạt họa duy nhất là Alberto Mielgo để xây dựng phần hình ảnh cho tác phẩm. Số lượng nghệ sĩ hoạt hoa nhanh chóng tăng lên 60 trong suốt quá trình sản xuất. Và sau khi họ nhận ra rằng tác phẩm không thể theo kịp tiến độ đề ra với một lượng nhỏ nhân sự như vậy, con số này đã nhanh chóng tăng lên đến 142 nghệ sĩ hoạt họa cho tới tháng 8 năm 2018. Có lúc thậm chí đã có tới 177 nghệ sĩ hoạt họa tham gia dự án, nhiều hơn gấp đôi một dự án phim hoạt hình bình thường. Đây là đội ngũ họa sĩ lớn nhất mà Sony Pictures Imageworks từng sử dụng cho một phim điện ảnh do hãng sản xuất. Toàn bộ công tác hoạt họa được hoàn thành trong tháng 10 năm 2018.
Công nghệ CGI trong phim được kết hợp với "phương pháp vẽ đường nét, cách tô màu, vẽ chấm cũng như nhiều phương pháp vẽ truyện tranh khác," để tạo cảm giác như phim được vẽ bằng tay, mà điều này Miller miêu tả là "muốn biến [tác phẩm] thành một bức tranh chân thực." Các họa sĩ thực hiện điều này bằng cách xuất khung hình từ các nghệ sĩ hoạt họa CGI và vẽ đè hình 2D lên trên, với mục tiêu biến mọi khung hình của bộ phim "trông giống như một khung truyện." Lord miêu tả phong cách hoạt họa này là "hoàn toàn cách mạng," và giải thích rằng phần thiết kế là sự kết hợp giữa phong cách riêng của Sony Pictures Animation với gu thẩm mỹ của các họa sĩ truyện tranh như Sara Pichelli (một trong hai người đã sáng tạo ra nhân vật Miles Morales) và Robbi Rodriguez. Để tạo cho tác phẩm cảm giác giống truyện tranh hơn, phần hoạt hình sẽ không sử dụng hiệu ứng làm mờ chuyển động, mà thay vào đó sẽ là một phương pháp hoạt họa chuyển động cổ điển được gọi là "motion smear", vốn được sử dụng lần đầu trong phim ngắn The Dover Boys (1942) thuộc loạt phim Looney Tunes. Tốc độ khung hình của tác phẩm rơi vào khoảng từ 24 tới 12 hình một giây. Các nhà sản xuất cho biết hiệu ứng này khiến phần hoạt hình trở nên "giòn" hơn. Đôi lúc, hai tốc độ khung hình được sử dụng trong cùng một phân cảnh, ví dụ như cảnh Miles và Peter Parker bay lượn trong rừng; Miles được hoạt họa với 12 khung hình để thể hiện sự thiếu kinh nghiệm, trong khi Parker được hoạt họa với 24 khung hình để cho ra chuyển động mượt mà hơn. Nhằm tạo chiều sâu cho hình ảnh, một phương pháp hoạt hình khác đã được sử dụng là phương pháp làm lệch màu sắc; đó là khi màu sắc bị đặt lệch so với nét hình, cũng giống như màu mực bị in lệch trong những cuốn thuyện tranh truyền thống. Một số phương pháp khác để khiến phần hình ảnh giống với phong cách truyện tranh hơn được sử dụng bao gồm việc dùng halftone và các chấm Ben Day để tạo màu sắc, tông nền; sử dụng màu gradient cùng các đường vẽ gạch đan chéo để tạo khối và đổ bóng; sử dụng chấm Kirby Krackle để miêu tả nguồn năng lượng; sử dụng các vệt gạch chuyển động để miêu tả chuyển động; và sử dụng các từ tượng thanh trên các khung hình để thể hiện âm thanh và chuyển động.
Thay vì sử dụng các nguyên tắc chuyển động trong hoạt hình như nén và dãn, các nhà làm hoạt hình đã tạo ra các phiên bản thay thế, "vậy nên nó trở nên khác biệt về mặt kết cấu cũng như cảm xúc, nhưng vẫn đạt được cùng một mục đích — để tạo được cảm giác về sức nặng, sự lấy đà, sự va chạm hoặc thứ gì đó tương tự." Các phong cách truyện tranh khác nhau được sử dụng xuyên suốt bộ phim qua các nhân vật khác nhau, với phần hoạt hình của Spider-Gwen được dựa trên thiết kế trong bộ truyện tranh về cô, phần hoạt hình của Spider-Man Noir thì mang phong cách trắng đen, còn phần hoạt hình của Spider-Ham lại theo cách vẽ "biếm họa" nhất có thể. Cựu họa sĩ Disney Shiyoon Kim tham gia với vai trò thiết kế nhân vật nói chung, trong khi đó Craig Kellman đảm nhiệm phần thiết kế phóng đại của Spider-Ham. Justin K. Thompson tham gia đội ngũ với vai trò thiết kế sản xuất, sau màn hợp tác trước đó với Lord, Miller và Sony Pictures Animation cho thương hiệu Cơn mưa thịt viên. Danny Dimian, người từng làm việc trong dự án Người Nhện (2002) và phần phim Cơn mưa thịt viên đầu tiên khi còn là nhân sự tại Imageworks, đảm nhiệm vai trò giám sát kỹ xảo hình ảnh cho tác phẩm. Ông cũng so sánh phương pháp tiếp cận của Sony cho Người Nhện: Vũ trụ mới với tác phẩm Người vô hình năm 2000. Nhà đồng đạo diễn hoạt hình Patrick O'Keefe cho biết việc thể hiện phong cách độc đáo của mỗi Spider-Man trong phim giống như thể đang "thực hiện năm bộ phim [khác nhau] vậy." Các tập truyện tranh xuất hiện trong phim được thiết kế theo cách kết hợp các bản vẽ của Steve Ditko và John Romita Jr.. Bìa truyện tranh cho phiên bản Peter Parker của Chris Pine do Keith Pollard đảm nhiệm; bìa truyện tranh cho phiên bản Peter Parker của Jake Johnson do Erik Larsen thể hiện; Sara Pichelli, nhà đồng sáng tạo của nhân vật Miles Morales, cũng đóng góp các tác phẩm tranh của mình cho bộ phim.
Các đạo diễn đều cho rằng Người Nhện: Vũ trụ mới sẽ là một trong số ít các tác phẩm mà khán giả thực sự "cần" phải xem dưới định dạng 3D vì các yếu tố hoạt hình vẽ tay được thiết kế riêng cho bộ phim sẽ tạo nên một trải nghiệm xem phim độc nhất vô nhị; Persichetti miêu tả trải nghiệm nầy giống như sự kết hợp giữa hiệu ứng từ một chiếc máy ảnh đa mặt phẳng vẽ tay lỗi mốt và môi trường thực tế ảo hiện đại. Một phân cảnh trong căn hộ của Aaron Davis có cho thấy một bức hình của Donald Glover ở nền cảnh; đây là chi tiết tri ân nỗ lực của Glover trong chiến dịch của người hâm mộ với mong muốn nhìn thấy một Spider-Man da màu trên màn ảnh, cũng như để nhắc tới một phân cảnh trong tập "Anthropology 101" của loạt phim truyền hình Community, khi nhân vật Troy Barnes của Glover tỉnh dậy trong bộ đồ ngủ hình Spider-Man.

### Nhạc phim
Daniel Pemberton được xác nhận là nhà soạn nhạc của Người Nhện: Vũ trụ mới vào tháng 7 năm 2018. Hãng đĩa Republic Records chịu trách nhiệm phát hành album nhạc phim chính thức của bộ phim vào ngày 14 tháng 12 năm 2018, trùng với ngày phim bắt đầu công chiếu tại các rạp. Album này bao gồm những bài hát có giai điệu thể hiện đúng những gì mà một thiếu niên như Morales sẽ nghe, với các nghệ sĩ tham gia trình bày gồm Juice WRLD, Post Malone, Swae Lee, Nicki Minaj, Ski Mask the Slump God, Jaden Smith, Lil Wayne, Ty Dolla $ign và XXXTentacion. Một album khác bao gồm toàn bộ phần nhạc nền phim của Pemberton do hãng Sony Classical Records phát hành vào ngày 17 tháng 12. Ngày 20 tháng 12, Sony Pictures Animation xác nhận sẽ phát hành thêm một đĩa mở rộng lấy tựa đề A Very Spidey Christmas, dựa trên một câu đùa ở đầu bộ phim. EP bao gồm năm bài hát Giáng sinh do ba diễn viên lồng tiếng của bộ phim là Shameik Moore, Jake Johnson và Chris Pine thể hiện. EP này cũng được phát hành trên các nền tảng nhạc số một ngày sau đó.
Nữ nghệ sĩ Elliphant có thu âm bài hát có tựa đề "To the End" cho Người Nhện: Vũ trụ mới; bài hát này được sử dụng ở phân cảnh giới thiệu Spider-Woman. Đĩa đơn "To the End" được phát hành vào tháng 1 năm 2019, tuy nhiên bài hát lại không nằm trong album nhạc phim chính thức của bộ phim.

## Phát hành
Tháng 4 năm 2015, Sony lần đầu xác nhận dự án phim điện ảnh hoạt hình xoay quanh nhân vật Spider-Man đang trong quá trình phát triển. Lúc bấy giờ, lịch công chiếu được ấn định vào ngày 20 tháng 7 năm 2018. Tuy nhiên tới cuối năm 2015, ngày phát hành của phim bị dời xuống ngày 21 tháng 12 năm 2018, và rồi được thông báo đẩy lên trước một tuần vào hai năm sau. Sony ra mắt Người Nhện: Vũ trụ mới tại rạp Regency Village Theater ở Los Angeles vào ngày 1 tháng 12 năm 2018, với phần tri ân tới hai cố họa sĩ Stan Lee và Steve Ditko. Phim do Sony Pictures Releasing phát hành tại Bắc Mỹ dưới thương hiệu Columbia Pictures vào ngày 14 tháng 12 năm 2018 với các định dạng Dolby Cinema, RealD 3D, IMAX 3D và 4DX. Tại Việt Nam, phim cũng được khởi chiếu từ ngày 14 tháng 12 năm 2018. Nhật Bản là thị trường công chiếu bộ phim muộn nhất với lịch khởi chiếu là ngày 8 tháng 3 năm 2019; phiên bản lồng tiếng Nhật của Người Nhện: Vũ trụ mới có phần thể hiện của Ono Kenshō trong vai nhân vật chính Miles Morales / Spider-Man.

### Quảng bá
Một đoạn video ngắn giới thiệu bộ phim đã được trình chiếu trong buổi thuyết trình của Sony Pictures Animation vào tháng 1 năm 2017, tiết lộ nhân vật trung tâm của tác phẩm sẽ là Miles Morales. Scott Mendelson từ Forbes cho biết đoạn video này "thật đáng kinh ngạc với phong cách lai giữa những hình vẽ của Alex Ross với những tranh [bìa truyện tranh] theo phong cách nghệ thuật ảo giác," đồng thời cho rằng yếu tố quan trọng nhất của buổi thuyết trình chính là việc xác nhận sự xuất hiện của Morales, vậy nên "2018 sẽ cho chúng ta thêm một bộ phim anh hùng truyện tranh khác với một anh hùng da màu, cùng năm với Black Panther: Chiến binh Báo Đen của Marvel." Teaser trailer của bộ phim ra mắt tại sự kiện Comic Con Experience 2017, đồng thời cũng được đăng tải trực tuyến ngay sau đó. Chris Cabin từ Collider cảm nhận trailer này có "Phong cách và thiết kế ở trên màn ảnh [...] thật chấn động và cuốn hút về mặt hình ảnh, cho ta thấy tâm huyết cá nhân trong suốt công tác sản xuất." Julie Muncy từ io9 khen ngợi phần thiết kế hình ảnh của trailer này "sang trọng" và "tươi mới," đồng thời nhấn mạnh việc sử dụng âm nhạc của Vince Staples, vốn cũng được sử dụng trong các trailer của Black Panther: Chiến binh Báo Đen.
Trailer chính thức của bộ phim được đăng tải trực tuyến vào đầu tháng 6 năm 2018 và ngay lập tức nhận được lời khen từ cây bút Chaim Gartenberg của trang The Verge cho phong cách nghệ thuật "vô cùng rực rỡ". Anh cũng nhấn mạnh vào những Spider-Man không phải Peter Parker trong trailer, bao gồm Miles Morales và Gwen Stacy. Viết cho trang Cartoon Brew, Amid Amidi khen ngợi trailer này khi đã tập trung vào phần tình tiết hơn là hành động, nhắm tới công chúng mục tiêu là những người "theo phong cách trẻ trung, đô thị và hơi hipper một chút." Anh cho rằng các phim hoạt hình thường nhắm vào "mọi lứa tuổi, mọi khán giả," và chính sự khác biệt đã khiến bộ phim tạo nên "sự thay đổi tiến bộ cho nền điện ảnh hoạt hình Mỹ." Dani Di Placido từ Forbes khen ngợi trailer này khi đã khơi gợi nguồn cảm hứng tới thế giới của Spider-Man sau khi chiêm ngưỡng nhiều phiên bản Spider-Man khác nhau trong bộ phim. Anh cho rằng chính việc đào sâu vào cốt truyện của đa vũ trụ Spider-Verse cũng như việc sử dụng nhiều phiên bản của nhân vật trong phim cùng với phần hình ảnh tuyệt mỹ đã khiến cho bộ phim trở nên khác biệt so với các tác phẩm hoạt hình khác. Trailer này đã được nhắc đến trong 164.000 cuộc hội thoại trên nhiều nền tảng mạng xã hội khác nhau trong ngày ra mắt, đồng thời cũng đạt 44 triệu lượt xem chỉ trong ba ngày, trở thành một trong những trailer có tính lan truyền cao nhất của Sony. Sony phát hành trailer thứ hai của bộ phim vào tháng 10 năm 2018, 35 phút đầu của bộ phim cũng được cho chiếu trước trong sự kiện New York Comic Con. Giải thích lý do quyết định không trình chiếu các đoạn phim ngắn cắt từ tác phẩm, Lord và Miller cho biết nếu làm vậy, người xem sẽ cảm thấy khó hiểu vì họ không nắm rõ bối cảnh chung của bộ phim. Thay vào đó, một đoạn phim dài hơn được công chiếu, bất chấp vào lúc bấy giờ đoạn phim này vẫn chưa hoàn chỉnh về mặt hoạt hình và âm nhạc. Cũng trong thời điểm này, phim điện ảnh Venom của Sony đang được công chiếu tại các rạp; đoạn post-credits của bộ phim này cũng xuất hiện một đoạn phim ngắn từ Người Nhện: Vũ trụ mới. Phân cảnh này xác nhận Venom nằm trong một trong những vũ trụ có kết nối với đa vũ trụ "Spider-Verse".
Tháng 11 năm 2018, Sony cho ra mắt Spider-Verse Web AR Experience, một trải nghiệm thực tế tăng cường (AR) trên nền tảng di động do 8th Wall và Trigger phát triển trên Amazon Web Services. Lấy cảm hứng từ bộ phim, trải nghiệm AR cho phép người dùng ghép hình ảnh Spider-Man vào những bức ảnh mà họ chụp. Bộ phim cũng nhận được 115 triệu USD hỗ trợ từ nhiều công ty lớn nhỏ, trở thành một trong những chiến dịch quảng cáo lớn nhất cho một bộ phim của Sony. Các công ty hợp tác quảng cáo bao gồm Ad Council, tổ chức đã sử dụng hình ảnh các nhân vật trong phim cho một chiến dịch chống bắt nạt con người; McDonald's, với đoạn quảng cáo độc đáo cho phần ăn Happy Meal thực hiện theo phong cách hoạt hình của bộ phim, cũng như cho ra mắt hộp Happy Meal lớn gấp đôi cho thị trường McDonald's Úc với thiết kế giống như tòa nhà trọc trời mà các nhân vật có thể bay lượn từ đó ra; Synchrony Bank trong chiến dịch "Save Like a Hero"; Nike, với sản phẩm giày Air Jordan mà nhân vật Morales đã đi trong bộ phim; hãng ngũ cốc General Mills; các dòng đồ chơi chính thức của Hasbro; du thuyền theo chủ đề của hãng Genting Hong Kong; một chiến dịch mạng xã hội tại Trung Quốc của Tencent QQ, một thương hiệu có xuất hiện trong phim; và các đối tác công nghệ khác như eBay, Vodafone, Garmin, Adobe và Wacom. Ngày 21 tháng 12 năm 2018, một trang phục dựa trên bộ đồ của Spider-Man do Peter Parker trong vũ trụ của Miles được mở khóa trong video game Spider-Man trên PlayStation 4 để quảng bá cho bộ phim. Ngày 29 tháng 12 năm 2018, Sony đăng tải công khai kịch bản của bộ phim lên nền tảng trực tuyến.

### Giải trí tại gia
Người Nhện: Vũ trụ mới được Sony Pictures Home Entertainment phát hành trên các nền tảng phim số vào ngày 26 tháng 2 năm 2019 và dưới các định dạng Blu-ray, Ultra HD Blu-ray và DVD vào ngày 19 tháng 3. Các bản phát hành này đều đi kèm với một phim ngắn về Spider-Ham mang tựa đề Spider-Ham: Caught in a Ham. Một bản cắt dài hơn của bộ phim mang tên Alt-Universe Cut, với thêm 30 phút nội dung của các cảnh quay đã bị cắt khỏi bản chiếu rạp, trong đó có các cảnh về mối quan hệ giữa Miles và người bạn cùng phòng Ganke, cũng được phát hành kèm trong các phiên bản tại gia. Người Nhện: Vũ trụ mới cũng được phát hành dưới định dạng Blu-ray 3D ở một vài quốc gia bên ngoài Mỹ và Anh Quốc.

## Đón nhận

### Doanh thu phòng vé
Người Nhện: Vũ trụ mới thu về 190,2 triệu USD chỉ tính riêng tại thị trường Mỹ và Canada và 185,3 triệu USD tại các quốc gia và vùng lãnh thổ khác, đưa tổng mức doanh thu toàn cầu lên tới 375,5 triệu USD, so với kinh phí sản xuất bộ phim là 90 triệu USD. Ngày 31 tháng 1 năm 2019, bộ phim chính thức vượt mặt Khách sạn huyền bí 2 trở thành phim điện ảnh có doanh thu nội địa cao nhất của hãng Sony Pictures Animation, bỏ qua lạm phát.
Tại thị trường Mỹ và Canada, Người Nhện: Vũ trụ mới được phát hành cùng thời điểm với Cỗ máy tử thần và The Mule, dự kiến thu về 30–35 triệu USD từ 3.813 rạp chiếu phim trong dịp cuối tuần ra mắt. Phim thu về 12,6 triệu USD trong ngày đầu tiên công chiếu, bao gồm 3,5 triệu USD thu về từ suất chiếu sớm đêm thứ Năm. Sau ba ngày cuối tuần ra mắt, tác phẩm thu về 35,4 triệu USD, đứng quán quân về doanh thu phòng vé tuần công chiếu và trở thành phim hoạt hình phát hành trong tháng 12 có doanh thu ra mắt cao nhất mọi thời đại. Phim thu về 16,7 triệu USD trong dịp cuối tuần thứ hai công chiếu, về thứ tư trên bảng xếp hạng doanh thu phòng vé, xếp sau ba tân binh Aquaman: Đế vương Atlantis, Bumblebee và Mary Poppins trở lại. Tới dịp cuối tuần thứ ba, tác phẩm thu về 18,3 triệu USD và tiếp tục giữ vị trí thứ tư về doanh thu phòng vé tuần đó. Trong ba ngày công chiếu từ ngày 1 tháng 3 đến ngày 3 tháng 3 năm 2019, tức dịp cuối tuần sau khi phim nhận chiến thắng tại hạng mục Phim hoạt hình hay nhất tại Giải Oscar lần thứ 91, bộ phim được bổ sung suất chiếu tại thêm 1.661 rạp chiếu (nâng tổng số lượng rạp có suất chiếu lên là 2.104) và thu về thêm 2,1 triệu USD, tăng 138% so với số liệu doanh thu của tuần trước đó.

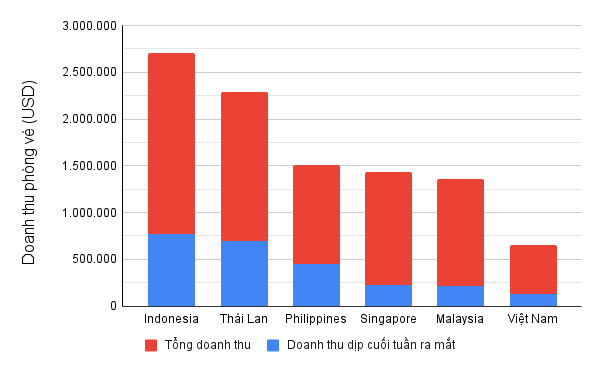
Doanh thu của Người Nhện: Vũ trụ mới tại một số quốc gia của thị trường Đông Nam Á.

Tại thị trường quốc tế, sau ba ngày công chiếu phim thu về 21 triệu USD, nâng tổng doanh thu toàn cầu trong dịp cuối tuần ra mắt đạt 54,6 triệu USD. Người Nhện: Vũ trụ mới ra mắt tại thị trường Trung Quốc vào ngày 21 tháng 12 năm 2018, thu về 6,6 triệu USD trong ngày đầu tiên khởi chiếu và được dự đoán sẽ đem về 26–28 triệu USD trong dịp cuối tuần ra mắt. Kết thúc ngày Chủ nhật, phim mang về 25,9 triệu USD, dẫn đầu về doanh thu phòng vé tuần cũng như trở thành phim điện ảnh hoạt hình Mỹ có doanh thu ra mắt cao thứ tư mọi thời đại tại quốc gia này. Một số thị trường có doanh thu dịp cuối tuần ra mắt cao khác bao gồm Brasil (2,8 triệu USD), Hàn Quốc (2,5 triệu USD), Nga (2,3 triệu USD), México (2,1 triệu USD) và Anh Quốc (1,5 triệu USD). Thị trường Trung Quốc cũng là thị trường quốc tế đem lại doanh thu cao nhất cho Người Nhện: Vũ trụ mới với tổng 62,9 triệu USD thu về sau 9 tuần công chiếu, theo sau là các thị trường Anh Quốc (13,7 triệu USD), Úc (9,9 triệu USD), México (8,8 triệu USD) và Brasil (8,4 triệu USD). Tại Việt Nam, tác phẩm trụ rạp tám tuần với tổng doanh thu đạt 651.668 USD, trong đó số liệu cho doanh thu dịp cuối tuần phim ra mắt là 130.945 USD, tại 178 rạp chiếu.

### Đánh giá chuyên môn
Trên hệ thống tổng hợp kết quả đánh giá Rotten Tomatoes, phim nhận được 97% lượng đồng thuận dựa theo 388 bài đánh giá, với điểm trung bình là 8,8/10. Các chuyên gia của trang web nhất trí rằng, "Người Nhện: Vũ trụ mới kết hợp hài hòa phần cốt truyện với phong cách hoạt họa đột phá để tạo nên một cuộc phiêu lưu thú vị tràn đầy tình yêu thương, sự hài hước cùng hàng loạt pha hành động siêu anh hùng." Trên trang Metacritic, phần phim đạt số điểm 87 trên 100, dựa trên 50 nhận xét, chủ yếu là những lời khen ngợi. Lượt bình chọn của khán giả trên trang thống kê CinemaScore cho phần phim điểm "A+" trên thang từ A+ đến F, trong khi đó trang PostTrak cho biết 90% số khán giả cho phim phản hồi tích cực, cùng với đánh giá 5 sao.
—Brian Truitt, USA Today
Cây viết David Ehrlich từ trang IndieWire cho bộ phim điểm "B+" và cảm thấy tác phẩm này "hài hước và cũng rất sâu sắc," cùng với lời bình luận: "Một trải nghiệm hoạt hình đã mắt từ những bộ óc truyện tranh kỳ diệu đã mang tới Cớm học đường... [Người Nhện:] Vũ trụ mới là phim điện ảnh siêu anh hùng dị hợm nhất mà cũng mời gọi nhất trong suốt một quãng thời gian dài; mỗi khung hình đều có thể làm hài lòng những người hâm mộ." Oliver Jones từ tờ The New York Observer cho bộ phim 3,5 trên 4 sao với lời nhận xét: "Thành công lớn nhất và điều bất ngờ nhất của bộ phim là việc tác phẩm đã trở thành một liều LSD đáng sợ ngang ngửa 2001: A Space Odyssey." Johnny Oleksinski từ The New York Post cho tác phẩm 3,5 điểm trên 4, đồng thời tung hô tác phẩm như "một phim riêng xuất sắc của nhân vật mang tính biểu tượng này," đồng thời khen ngợi tính cách của Miles là "hoàn thiện hơn những anh hùng khác của Marvel." Nhà phê bình Christy Lemire từ RogerEbert.com dành nhiều lời khen ngợi cho phần kỹ xảo hình ảnh cũng như bầu không khí mà bộ phim đã tạo ra, đồng thời nhận xét bộ phim "mang chất vô thường và đầy mộng mơ." Todd McCarthy của The Hollywood Reporter thì viết: "Điều tươi mới và kích thích nhất của bộ phim chính là phong cách hình ảnh, vốn hợp nhất được mong muốn của Marvel về 'các vũ trụ' [...] với phần hoạt họa nhìn vừa giống làm máy vừa giống vẽ tay, đem đến những yếu tố vừa tương lai vừa mang âm hưởng đô thị năng động, di chuyển 'máy quay' rất nhiều và mang tới một nồi kim khí gồm toàn những nhân vật mới mẻ và đậm tinh thần giải trí."
William Bibbiani từ The Wrap cảm thấy rằng bộ phim "đại diện cho một số ít những tác phẩm siêu anh hùng xuất sắc nhất trên thị trường" và "diễn tả những mối liên kết phức tạp trong vũ trụ truyện tranh theo cái cách mà không phim điện ảnh nào có thể làm được," đồng thời gọi đây là phim điện ảnh hay nhất về Spider-Man kể từ Người Nhện 2. Cây viết Justin Chang từ Los Angeles Times thì nhận xét: "Sau cùng thì thứ khiến Người Nhện: Vũ trụ mới trở nên khác biệt chính là việc tác phẩm đã thực hiện sứ mệnh của nó theo một cách rất nghiêm túc." David Sims của The Atlantic thì cho rằng tác phẩm "bằng cách nào đó, qua cách thể hiện tuyệt đối sáng tạo, đã đem đến những điều mới mẻ cho dòng phim siêu anh hùng," đồng thời đặc biệt khen ngợi cách sử dụng "ngôn ngữ hình ảnh" của truyện tranh cũng như năng lượng đến từ các nhân vật, đồng thời cảm thấy rằng "dấu vân tay" của hai nhà sản xuất Lord và Miller xuất hiện ở "khắp nơi trong suốt bộ phim." Nhà phê bình Katie Walsh của Tribune News Service thì nhận xét tác phẩm này "không hề giống những phim điện ảnh siêu anh hùng hay phim hoạt hình nào trước đây," và ví phần hoạt họa của bộ phim giống như "đang xem một cuốn truyện tranh trở thành hiện thực." Cô cũng bổ sung thêm rằng Lord, người đã sáng tạo ra cốt truyện của Người Nhện: Vũ trụ mới cũng như chắp bút cho phần kịch bản, là "chìa khóa để cân bằng cái tôi cá nhân lẫn sự ngọt ngào" hiện hữu trong tác phẩm.

### Phản hồi từ người trong giới
Nam diễn viên Tom Holland, người thủ vai Peter Parker trong Vũ trụ Điện ảnh Marvel, khen ngợi Người Nhện: Vũ trụ mới là "một trong những bộ phim tuyệt vời nhất mà tôi từng xem," trong khi đồng nghiệp của Holland trong Vũ trụ Điện ảnh Marvel là Chris Pratt, người từng làm việc với Lord và Miller trong loạt phim The Lego Movie, lại miêu tả tác phẩm như một "kiệt tác cảm động, hiện đại, cấp tiến, đa dạng, hài hước, đầy hành động, ngốc nghếch và có phần hình ảnh choáng ngợp!" Diễn viên hài Patton Oswalt, người từng làm việc với Lord và Miller trong dự án Cớm đại học và cũng tham gia diễn xuất trong loạt phim Marvel Agents of S.H.I.E.L.D., đã gọi bộ phim này bằng từ "xuất sắc" kèm lời bình luận: "Không chỉ là phim điện ảnh xuất sắc nhất từng được làm ra, bộ phim còn thay đổi toàn bộ cục diện cuộc chơi." Kevin Smith bình luận về bộ phim trên podcast Fatman Beyond: "Tôi luôn luôn yêu thích Spider-Man nhưng bộ phim này khiến tôi yêu Spider-Man theo cấp độ của Batman luôn." Barry Jenkins, đạo diễn kiêm nhà biên kịch của tác phẩm chiến thắng Giải Oscar Moonlight (Ali cũng tham gia diễn xuất trong bộ phim này), dành lời khen ngợi cho bộ phim bằng mỹ từ "tráng lệ" và gọi tác phẩm là phim điện ảnh Người Nhện xuất sắc nhất, một trong những phim điện ảnh hay nhất năm 2018 và phim trụ cột xuất sắc nhất kể từ Cuộc chiến luân hồi. Jenkins tiếp tục, "Tôi đã rất sững sờ. Đây là một tác phẩm phi thường, vô cùng phi thường, trưởng thành và đầy cảm hứng." Rian Johnson, đạo diễn và nhà biên kịch của Star Wars: Jedi cuối cùng, gọi tác phẩm là "The Velvet Underground của dòng phim siêu anh hùng" và tin rằng đây sẽ là một bộ phim có tầm ảnh hưởng mạnh mẽ trong tương lai. James Gunn, đạo diễn và nhà biên kịch của Vệ binh dải Ngân Hà, gọi Người Nhện: Vũ trụ mới là phim điện ảnh siêu anh hùng mà ông yêu thích nhất. Chủ tịch Marvel Studios kiêm nhà sản xuất của Vũ trụ Điện ảnh Marvel Kevin Feige cho biết "Tôi thích [bộ phim này]."

### Giải thưởng
Người Nhện: Vũ trụ mới đã nhận tổng cộng 71 đề cử và trong đó giành chiến thắng tại 40 hạng mục tại nhiều giải thưởng khác nhau. Phim giành chiến thắng ở hạng mục Phim hoạt hình hay nhất tại Giải Quả cầu vàng lần thứ 76, và cũng giành được giải thưởng tương tự tại Giải Critics' Choice lần thứ 24 và Giải Oscar lần thứ 91. Đây là phim điện ảnh không phải của Disney/Pixar đầu tiên giành chiến thắng Giải Oscar cho Phim hoạt hình hay nhất kể từ Rango (2011), trở thành tác phẩm không phải của Disney/Pixar thứ 6 đạt được danh hiệu này. Tại Giải Annie lần thứ 46, Người Nhện: Vũ trụ mới nhận được bảy đề cử và giành chiến thắng cả bảy, trong đó bao gồm hạng mục Phim hoạt hình hay nhất.
Người Nhện: Vũ trụ mới ngoài ra cũng xuất hiện trong nhiều danh sách top mười của các nhà phê bình. Theo trang Metacritic, tác phẩm có vị trí dẫn đầu trong 5 danh sách. Các nhà phê bình từ New York Magazine xếp tác phẩm ở vị trí thứ 9 trong danh sách phim điện ảnh xuất sắc nhất thập kỷ. Phim cũng về thứ 4 trong danh sách các phim điện ảnh được đánh giá cao nhất năm 2018 của Rotten Tomatoes.

## Tương lai

### Phim tiếp nối
Hai phần tiếp theo đó chính là Người Nhện: Du hành Vũ trụ Nhện và Người Nhện: Phía sau Vũ trụ Nhện, dự kiến sẽ công chiếu lần lượt vào 2 tháng 6, 2023 và 29 tháng 3, 2024.

### Phim ngoại truyện
Spider-Women, một phim điện ảnh ngoại truyện tập trung vào ba thế hệ của nhân vật nữ cùng tên, sẽ có sự xuất hiện của Spider-Gwen, Jessica Drew / Spider-Woman và Cindy Moon / Silk. Hãng phim đã ký hợp đồng với Lauren Montgomery với vai trò đạo diễn và Bek Smith với vai trò nhà biên kịch của bộ phim.
Nam diễn viên John Mulaney, người lồng tiếng cho Spider-Ham, cũng thể hiện mong muốn sẽ có một tác phẩm ngoại truyện cho nhân vật này, đồng thời gợi ý nội dung của bộ phim sẽ "tương tự như vụ bê bối Watergate" hoặc như hai tác phẩm The Post và All the President's Men, trong đó tập trung vào sự nghiệp của Spider-Ham dưới vai trò một phóng viên báo chí.

### Phim truyền hình
Theo sau việc ra mắt Người Nhện: Vũ trụ mới, xưởng phim cũng thảo luận về khả năng thực hiện một loạt phim truyền hình về các nhân vật trong phim. Lord và Miller đều thể hiện hứng thú với ý tưởng về loạt phim ngắn xoay quanh Spider-Ham, trong khi đó hãng Sony lại xác nhận sẽ phát triển một loạt phim truyền hình ngoại truyện về nhiều nhân vật khác nhau. Tháng 4 năm 2019, Lord và Miller ký hợp đồng 5 năm với hãng Sony Pictures Television để sáng tạo các loạt phim truyền hình hoạt hình Marvel, bao gồm một dự án phim truyền hình dựa trên nội dung của Người Nhện: Vũ trụ mới.